# St. Mariä Virginis (Gunzenhausen)

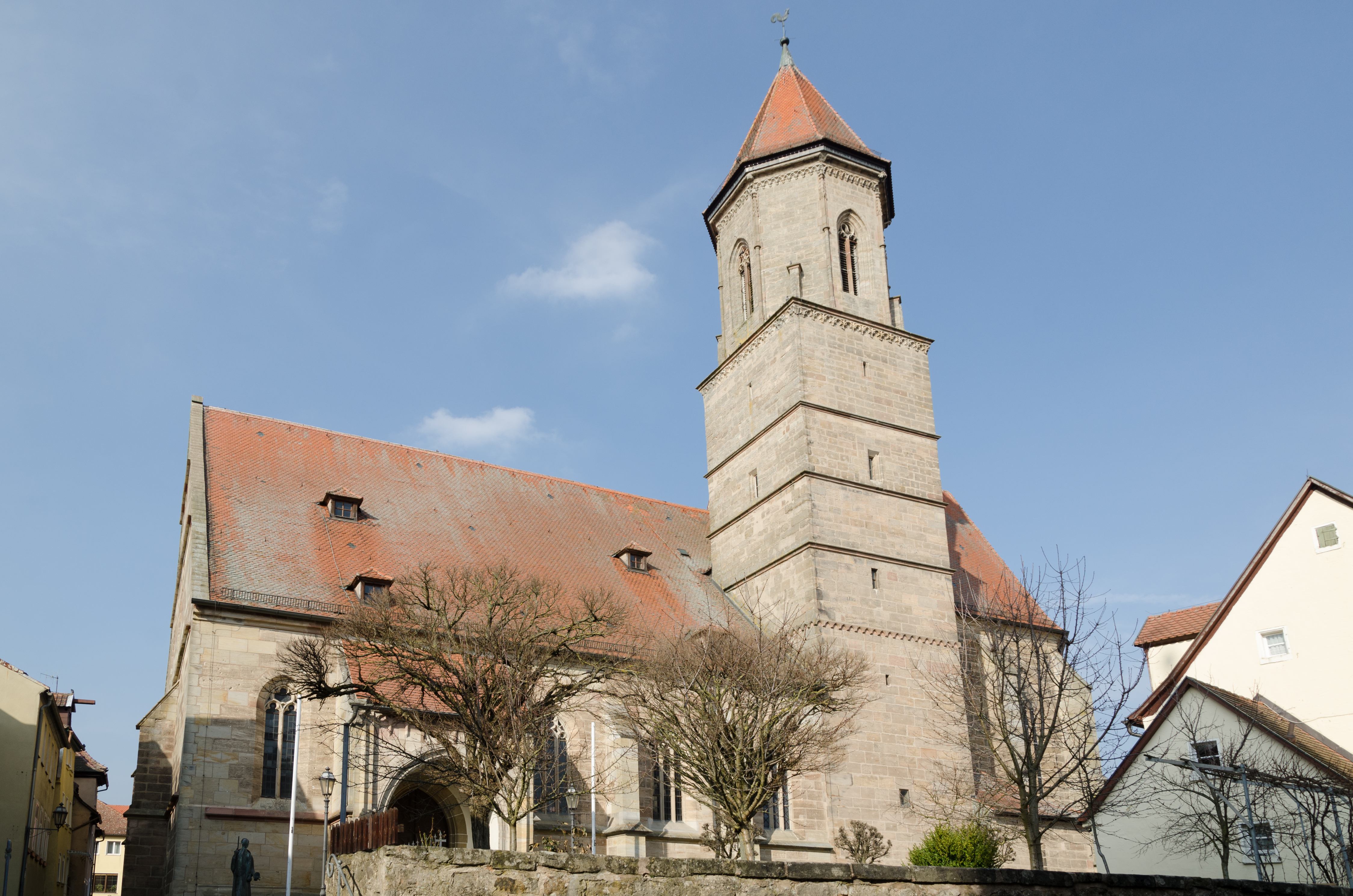
Stadtpfarrkirche Mariä Virginis

Die evangelisch-lutherische Stadtkirche St. Mariä Virginis befindet sich in Gunzenhausen im mittelfränkischen Landkreis Weißenburg-Gunzenhausen auf dem Areal des ehemaligen Römerkastells Gunzenhausen. Das Gebäude ist unter der Denkmalnummer D-5-77-136-46 als Baudenkmal in die Bayerische Denkmalliste eingetragen. Die untertägigen Bestandteile und der Vorgängerbau der Kirche sowie mehrere Körpergräber  sind zusätzlich als Bodendenkmal unter der Nummer D-5-6830-0038 eingetragen. Die Kirche ist die Dekanatskirche des Evangelisch-Lutherischen Dekanats Gunzenhausen. Die postalische Adresse lautet Kirchenplatz 11.

## Lage
Die Kirche befindet sich als freistehendes Gebäude inmitten der Innenstadt und ist stadtbildprägend. Auf dem Gebiet der heutigen Kirche stand von 150 bis 240 n. Chr. das römische Kastell Gunzenhausen, welcher sich nahe dem nördlichsten Punkt des Obergermanisch-Raetischen Limes befand. Im 8. Jahrhundert befand sich anschließend an dieser Stelle das Benediktinerkloster Gunzenhausen. Zwischen 1183 und 1195 weihte an dieser Stelle Otto von Eichstätt die Vorgängerkirche, die im 15. Jahrhundert der heutigen Stadtkirche weichen musste. Die Marienkirche liegt direkt am Fränkischen Jakobsweg, der hier von Nürnberg kommend über Abenberg weiter nach Nördlingen führt.

## Geschichte

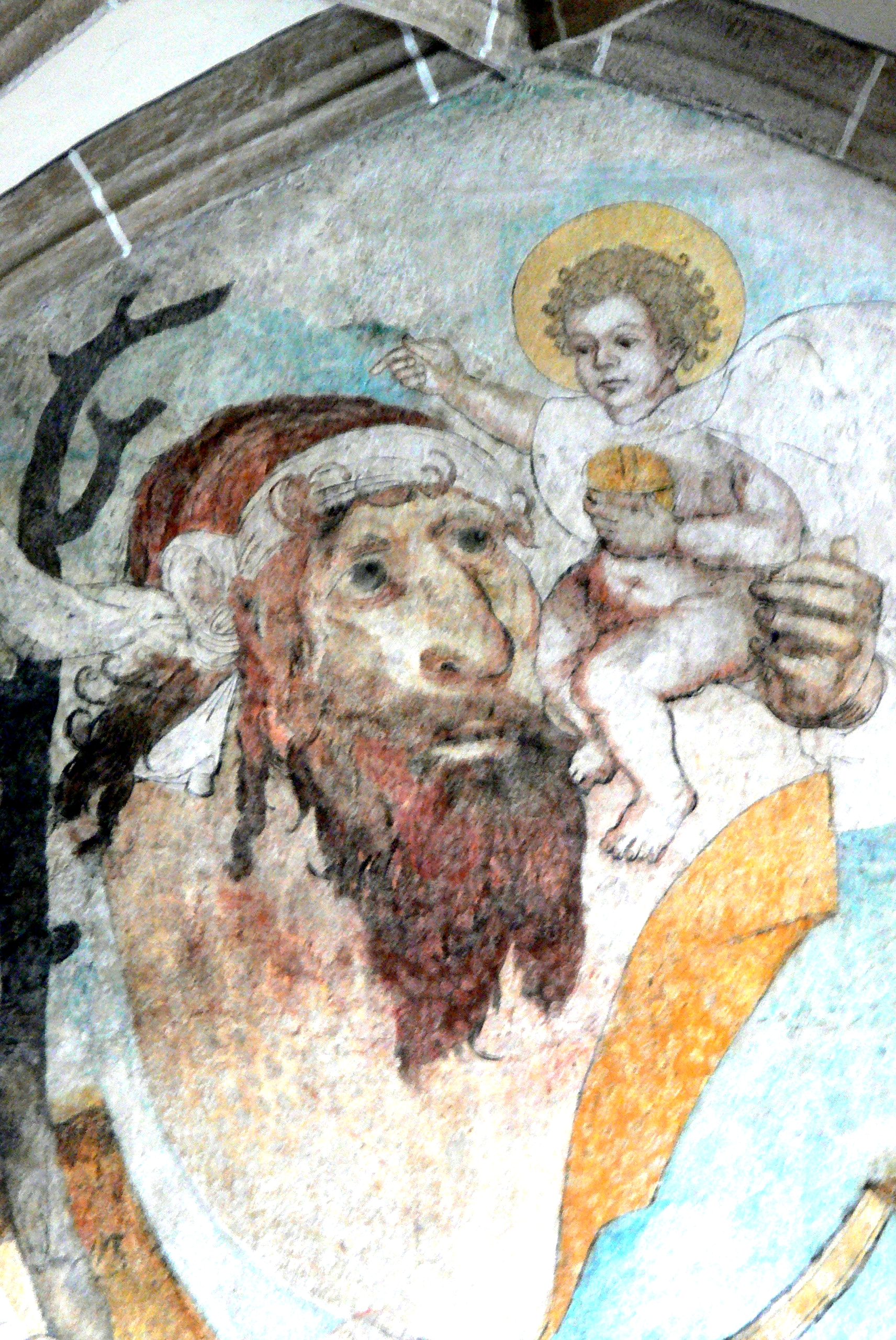
Christophorus-Fresko

Von 150 bis 240 n. Chr. stand auf dem heutigen Kirchenplatz ein römisches Kastell. An der Kirche befindet sich eine darauf hinweisende Tafel. Es diente zur Sicherung des Limes und der Furt der Altmühl und wurde im Jahr 233 von den Alemannen zerstört. An gleicher Stelle wurde vor 754 ein Kloster gegründet. Es war Eigentum Ludwigs des Frommen und wurde anschließend an die Benediktiner übereignet. Historisch verbürgt ist für die Zeit zwischen 1183 und 1195 die Weihe einer größeren Kirche durch den Bischof Otto von Eichstätt. Aus dieser Zeit stammen noch die drei unteren Geschosse des Kirchturms. Von außen ist das romanische Fenster der alten Sakristei im ersten Geschoss erkennbar. Der Christuskopf am ersten Pfeiler im Kirchenschiff stammt vermutlich ebenso aus dieser Zeit. Diese Kirche war die Pfarrkirche einer kleinen Kirchengemeinde von ca. 300 Mitgliedern.
Nachdem die Kirche zu klein geworden war (Gunzenhausen hatte die Stadtrechte erhalten, die Zahl der Einwohner stieg stetig), begann man im 15. Jahrhundert mit dem Bau einer neuen Kirche. Der Chor wurde durch Endres I. Embhardt von Kempten (nach anderen Quellen von Andreas von Kemnaten) von 1448 bis 1461 errichtet. Das Langhaus war 1496 fertiggestellt. Zur gleichen Zeit wurde der Turm aufgestockt. Um 1569 wurden die Emporen eingebaut. Am 11. September 1528 wurde die Reformation in Gunzenhausen eingeführt. 1706 und 1707 wurde an der Westfront eine Giebelwand errichtet und das Kircheninnere barock gestaltet. In den zwei Grüften der Kirche wurden Adlige bestattet, bis dies Markgraf Karl Alexander untersagte. 1850 wurde die ursprünglich barock ausgestattete Kirche neugotisch umgestaltet. 1911 bekam die Kirche Anschluss an das Stromnetz. Nach dem Zweiten Weltkrieg wurde die Kirche mehrfach renoviert. Am 12. Februar 2012 wurde der Sonntagsgottesdienst im ZDF übertragen.

## Baubeschreibung

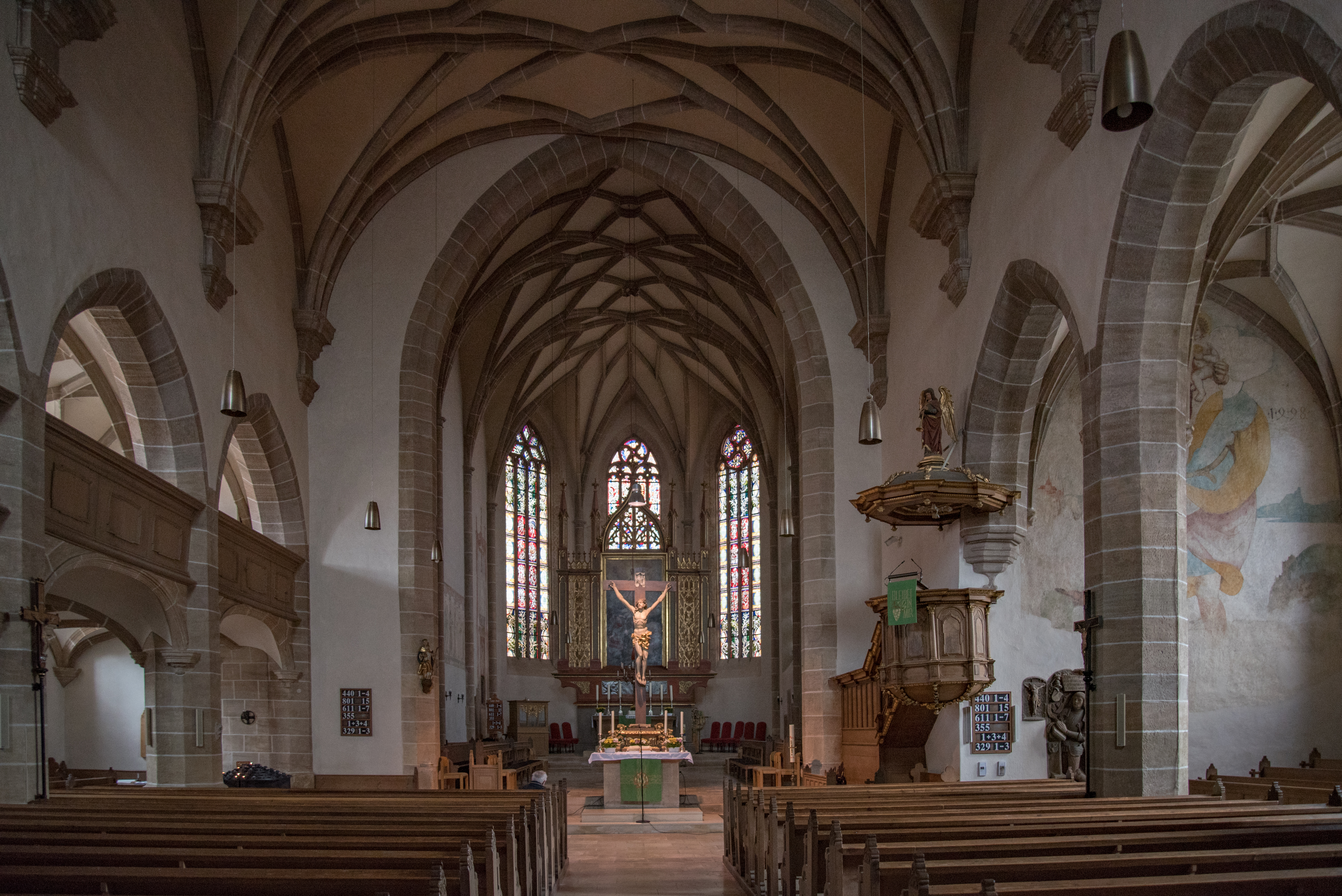
Ansatz der Mittelschiffsgewölbe oberhalb der Arkadenscheitel, linkes Seitenschiff mit Empore

St. Maria ist eine dreischiffige Pseudobasilika mit eingezogenem Chor. Sie bietet etwa 1.200 Sitzplätze. Das Langhaus ist mit einem Satteldach bedeckt. Im Innern wurde während der Barockzeit ein steinernes Netzgewölbe anstelle der vorhandenen hölzernen Flachdecke eingebaut. 1705–1707 wurde über dem nördlichen Seitenschiff eine Empore eingebaut und im hinteren Mittelschiff sogar eine zweigeschossige. Im Westgiebel an der Orgelempore entstanden Fenster in einem gotisch-barocken Mischstil. Bei der neugotischen Umgestaltung wurden die Fresken im Chorraum übermalt, ebenso die gotische Sakramentsnische an der fensterlosen Nordwand des Chores. Heute sind nur noch Reste der Sakramentsnische vorhanden. Links daneben befindet sich ein großflächiges Wandgemälde, das Jesus mit den 12 Aposteln zeigt. 1850 baute man neue Kirchenbänke ein. 
Südlich vom Chor liegt der quadratische Kirchturm mit oktogonalem oberstem Stockwerk, das von einem ebenfalls oktogonalen Spitzhelm gekrönt ist. Die Untergeschosse des Turms stammen vom romanischen Vorgängerbau und sind aus dem frühen 13. Jahrhundert. Die Sakristei ist von 1581.

## Inventar
Der Hochaltar im Chor aus der Barockzeit wurde 1850 entfernt und in seiner jetzigen neogotischen Form erneuert. Das Altarbild, das die Verklärung Christi zeigt und 1705 von Johann David Fillisch geschaffen wurde, stammt vom barocken Hochaltar. Der Kreuzaltar hat ein barockes Holzkruzifix, das 1705 von Giuseppe Volpini gefertigt wurde. Ein Relief eines Christuskopfes am nördlichen Pfeiler des Mittelschiffs stammt vermutlich aus dem Vorgängerbau. 1954 wurde ein großes Christophorusfresko von 1498 freigelegt. Die Patronatsloge wurde 1729 auf Anweisung Karl Wilhelm Friedrich von Brandenburg-Ansbach errichtet, sie wurde bei der neugotischen Umgestaltung wieder entfernt.
Die barocke Nussbaumholz-Kanzel ist von 1707. Aus spätgotischer Zeit erhalten ist das Grabmal des Ritters Paul von Absberg († 1503) mit einem dem Ritter zu Füßen liegenden Hund als Attribut, der heute als Kiri der Kirchenhund die Touristen-Flyer ziert. Die Chorfenster gestaltete Hans Gottfried von Stockhausen 1990. Vor der Kirche steht eine Plastik von Ernst Steinacker.

## Orgeln

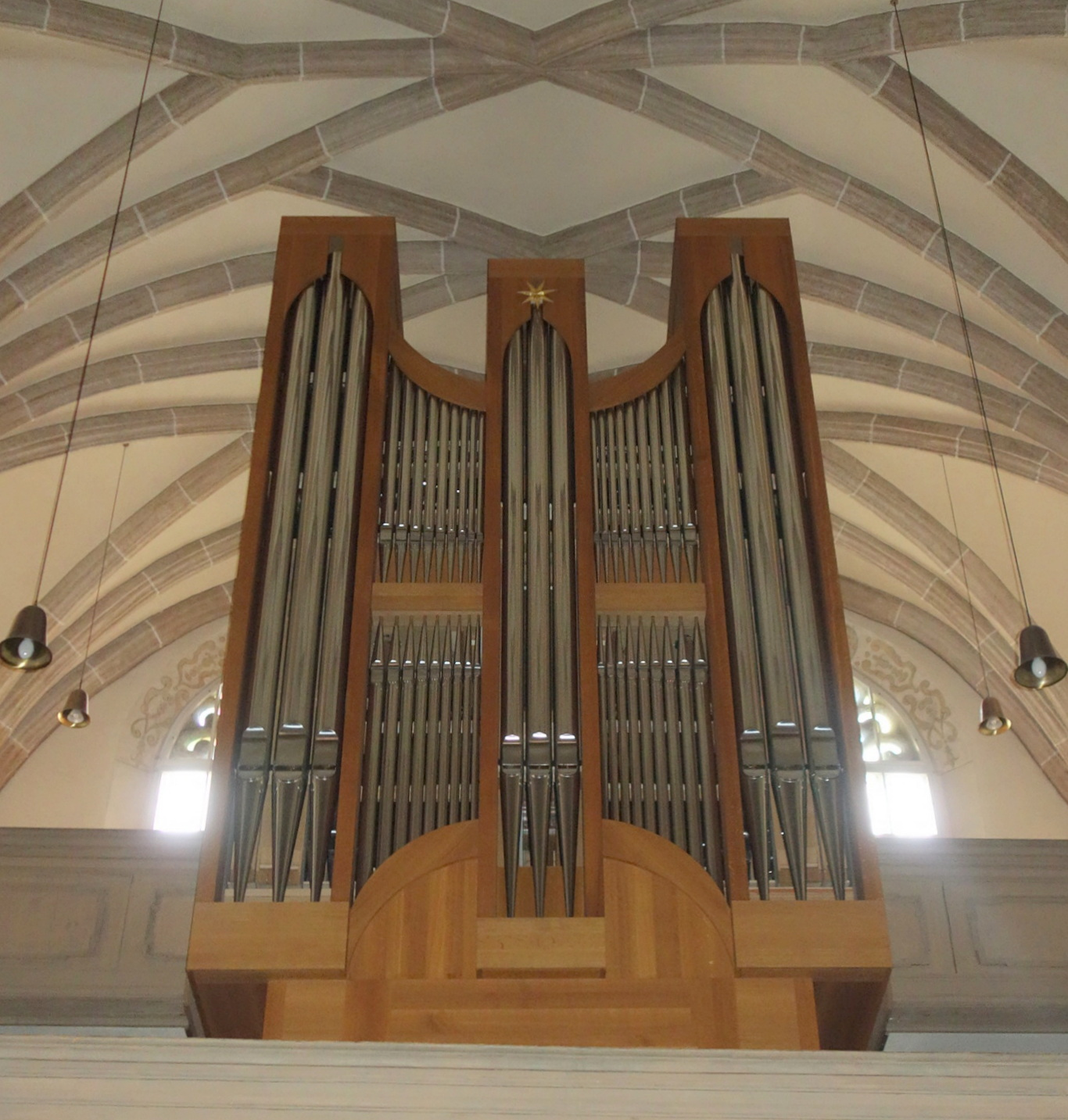
Hauptorgel

1651 wurde die erste Orgel mit 5 Registern zur Unterstützung des Gemeindegesanges als Antwort auf die Predigt aufgestellt. Etwa alle 20 Jahre mussten neue Orgeln eingebaut werden. Nachdem die Orgel aus dem Jahr 1934 den Anforderungen nicht mehr genügte, wurde eine neue angeschafft.

### Hauptorgel
Die Hauptorgel steht auf der Empore über dem Eingang. Sie wurde 2006/2007 von der Werkstatt Thomas Jann Orgelbau erbaut. Sie ist mit 47 Registern auf drei Manualen und Pedal ausgestattet.
| I Hauptwerk C–a3 |                  |        |
| 1.               | Principal        | 16′    |
| 2.               | Principal        | 08′    |
| 3.               | Hohlflöte        | 08′    |
| 4.               | Doppelgedeckt    | 08′    |
| 5.               | Viola di Gamba   | 08′    |
| 6.               | Octave           | 04′    |
| 7.               | Rohrflöte        | 04′    |
| 8.               | Quinte           | 02 ⁄3′ |
| 9.               | Octave           | 02′    |
| 10.              | Mixtur major IV0 | 02′    |
| 11.              | Mixtur minor II  | 01⁄2′  |
| 12.              | Trompete         | 16′    |
| 13.              | Trompete         | 08′    |

| II Positiv C–a3 |               |         |
| 14.             | Principal     | 08′     |
| 15.             | Holzgedeckt 0 | 08′     |
| 16.             | Quintatön     | 08′     |
| 17.             | Oktave        | 04′     |
| 18.             | Holzflöte     | 04′     |
| 19.             | Nasard        | 02 ⁄3′  |
| 20.             | Doublette     | 02′     |
| 21.             | Terz          | 01 3⁄5′ |
| 22.             | Larigot       | 01 ⁄3′  |
| 23.             | Scharff IV    | 01′     |
| 24.             | Cromorne      | 08′     |
|                 | Tremulant     |         |

| III Schwellwerk C–a3 |                              |        |
| 25.                  | Bourdon                      | 16′    |
| 26.                  | Portunalflöte                | 08′    |
| 27.                  | Salicional                   | 08′    |
| 28.                  | Vox coelestis                | 08′    |
| 29.                  | Fugara                       | 04′    |
| 30.                  | Traversflöte                 | 04′    |
| 31.                  | Piccolo                      | 02′    |
| 32.                  | Harmonia aetheria III        | 02 ⁄3′ |
| 33.                  | Trompette harmonique         | 08′    |
| 34.                  | Klarinette (durchschlagend)0 | 08′    |
| 35.                  | Oboe                         | 08′    |
|                      | Tremulant                    |        |

| Pedal C–f1 |                |     |
| 36.        | Untersatz      | 32′ |
| 37.        | Principalbass0 | 16′ |
| 38.        | Violon         | 16′ |
| 39.        | Subbaß         | 16′ |
| 40.        | Oktavbaß       | 08′ |
| 41.        | Cello          | 08′ |
| 42.        | Gedecktbaß     | 08′ |
| 43.        | Choralbaß      | 04′ |
| 44.        | Flötbaß        | 04′ |
| 45.        | Posaune        | 16′ |
| 46.        | Trompete       | 08′ |
| 47.        | Trompete       | 04′ |

- Koppeln
  - Normalkoppeln: II/I, III/I, III/II, I/P, II/P (mechanisch); III/I, III/P (elektrisch)
  - Suboktavkoppeln (elektrisch): III/I, III/III
  - Superoktavkoppeln (elektrisch): III/I, III/III, III/P

### Chororgel
Die Chororgel in der Nähe des Altars ist ein einmanualiges Positiv der Firma G. F. Steinmeyer & Co. aus dem Jahr 1954. Sie hat 5 Register (Gedeckt 8′, Flöte 4′, Prinzipal 2′, Octave 1′ und Hörnlein 1′).

## Glocken
Im Glockenturm hängen folgende Glocken:
| Schlagton | Gießer                  | Gießjahr |
| --------- | ----------------------- | -------- |
| es′       | Ulricus                 | 1435     |
| g′        | Christian Victor Herold | 1730     |
| b′        | Ulricus                 | 1435     |
| c′′       | unbekannten Meister     | 1260     |
| d′′       | Ulricus                 | 1435     |

Im Jahr 1958 ergänzte Karl Czudnochowsky die zweitgrößte und schließlich kam im Jahr 1986 noch eine weitere Glocke aus der Karlsruher Glockengießerei hinzu.
Das volle Geläut erklingt nur an hohen Feiertagen.